# Brian Faulkner
Brian Deane Faulkner, barone Faulkner di Downpatrick (Helen's Bay, 18 febbraio 1921 – 3 marzo 1977), è stato un politico britannico, sesto e ultimo primo ministro dell'Irlanda del Nord, dal marzo 1971 fino alle sue dimissioni nel marzo 1972. È stato anche brevemente capo dell'esecutivo dell'Irlanda del Nord durante la prima metà del 1974.
Faulkner è stato anche il leader del Partito Unionista dell'Ulster (UUP) dal 1971 al 1974.

## Biografia
Faulkner è il maggiore di due fratelli, frequentò per la prima volta una scuola in Irlanda del Nord, ma fu mandato all'Anglican College di St Columba a Rathfarnham vicino a Dublino (in quello che allora era lo Stato Libero d'Irlanda) all'età di 14 anni. Il suo migliore amico era il futuro politico irlandese Michael Yeats, figlio del poeta William Butler Yeats.
Faulkner ha studiato giurisprudenza alla Queen's University Belfast a partire dal 1939, ma ha abbandonato gli studi all'inizio della seconda guerra mondiale per lavorare nella fabbrica di camicie dei suoi genitori.

## Primo ministro
Faulkner è entrato in carica dopo le dimissioni di James Chichester-Clark, dopo essere stato eletto leader del Partito Unionista dell'Ulster.
Ha iniziato il suo mandato con diverse innovazioni nel governo. Ha incluso nel suo gabinetto un non unionista, David Bleakley, un ex membro del parlamento per il Partito Laburista dell'Irlanda del Nord. Nel giugno 1971 propose la creazione di tre comitati con ampi poteri, di cui due presieduti da membri dell'opposizione.
Tuttavia, queste iniziative non hanno potuto essere realizzate a causa dell'aggravarsi del conflitto nordirlandese, che nel 1972 avrebbe causato la morte di oltre 400 persone. La morte di due giovani nazionalisti a colpi di arma da fuoco da parte di soldati britannici ha scatenato un boicottaggio parlamentare da parte dei socialdemocratici e dei laburisti. Il clima politico si è ulteriormente deteriorato quando Faulkner, in risposta agli atti violenti compiuti dai paramilitari, ha introdotto il carcere senza processo, che, lungi dall'arrestare l'escalation di violenza, ha peggiorato la situazione.
Nonostante ciò, Faulkner ha cercato di seguire il suo piano per rinnovare la politica nordirlandese. Dopo le dimissioni di Bleakley nel settembre 1971 a causa della sua opposizione alla politica carceraria, un cattolico fu nominato ministro degli interni.
Faulkner, nonostante questi gesti e l'insistenza sul fatto che la sicurezza fosse la questione prioritaria del governo, per il resto del 1971 avrebbe continuato ad avanzare senza avere una direzione chiara. Nel gennaio 1972, una manifestazione pacifica contro le incarcerazioni nella città di Derry si trasformò in un massacro quando le truppe britanniche aprirono il fuoco sui manifestanti disarmati, uccidendo tredici civili. L'evento che passerà alla storia come Bloody Sunday segnò la fine del governo Faulkner. Nel marzo 1972 Faulkner si rifiutò di continuare a presiedere il governo senza i poteri di ordine pubblico, che il governo britannico aveva assunto dopo che divenne chiaro che il governo dell'Irlanda del Nord era incapace di gestire una situazione che peggiorava di giorno in giorno. Prima dell'ordine di Faulkner, il governo britannico decise di sospendere l'autonomia dell'Irlanda del Nord e abolire il suo parlamento. L'Irlanda del Nord sarebbe stata governata da Londra.

## Dopo lo scioglimento del Parlamento
Nel 1973, a seguito di un'elezione che divise il Partito Unionista dell'Ulster, Faulkner divenne capo dei ministri in un esecutivo con poteri condivisi con l'SLDP e il Partito dell'Alleanza dell'Irlanda del Nord, una coalizione formatasi sulla scia dell'Accordo di Sunningdale. Tuttavia, il risalto che l'accordo attribuiva al Consiglio d'Irlanda, era considerato eccessivo per i membri del proprio partito, alcuni dei quali si separarono per formare un nuovo partito, mentre il resto degli elementi anti-Sunningdale si incontrarono intorno alla figura di Harry West, che alla fine sarebbe salito alla guida del Partito Unionista.
L'esecutivo di condivisione del potere tra unionisti e nazionalisti guidato da Faulkner è durato solo sei mesi. Lo sciopero generale indetto dall'Ulster Workers Council (dominato dai lealisti, sebbene tacitamente sostenuto da molti unionisti) alla fine rovesciò lo status reso esplicito nell'accordo di Sunningdale.
Dopo aver perso la leadership del Partito Unionista, Faulkner lo lasciò e formò il suo partito unionista, il Partito Unionista dell'Irlanda del Nord. Il nuovo partito di Faulkner ha avuto un clamoroso fallimento nelle elezioni del 1975, dove ha ottenuto solo 5 dei 78 seggi. Nel 1976, Faulkner annunciò il suo ritiro dalla vita politica.
Faulkner morì il 3 marzo 1977, in un incidente di ritorno da una caccia, appena 24 giorni dopo essere stato nominato barone di Downpatrick a vita.